# Front patriotique pour le progrès
Le Front patriotique pour le progrès est un parti politique centrafricain, membre observateur de l'Internationale socialiste.

## Histoire
Le Front patriotique oubanguien créé en éxil en 1972, devient le Front patriotique pour le progrès en 1991.